# Árpád Feszty
Árpád Feszty (24 décembre 1856 - 1er juin 1914) est un peintre hongrois.

## Biographie
Natif de la ville d'Ógyalla (en Hongrie à l'époque mais actuelle Hurbanovo en Slovaquie), les ancêtres de Feszty sont des colons allemands (leur nom de famille d'origine était Rehrenbeck). Il est le cinquième enfant de Silvester Rehrenbeck (1819–1910), un riche propriétaire terrien d'Ógyalla, et de sa femme Jozefa (Linzmayer). Silvester avait été anobli par l'empereur le 21 avril 1887, et la famille prit ensuite le nom de Martosi Feszty (ou, en allemand : Feszty von Martos). Feszty a surtout peint dans sa carrière des scènes de l'histoire hongroise et religieuses.

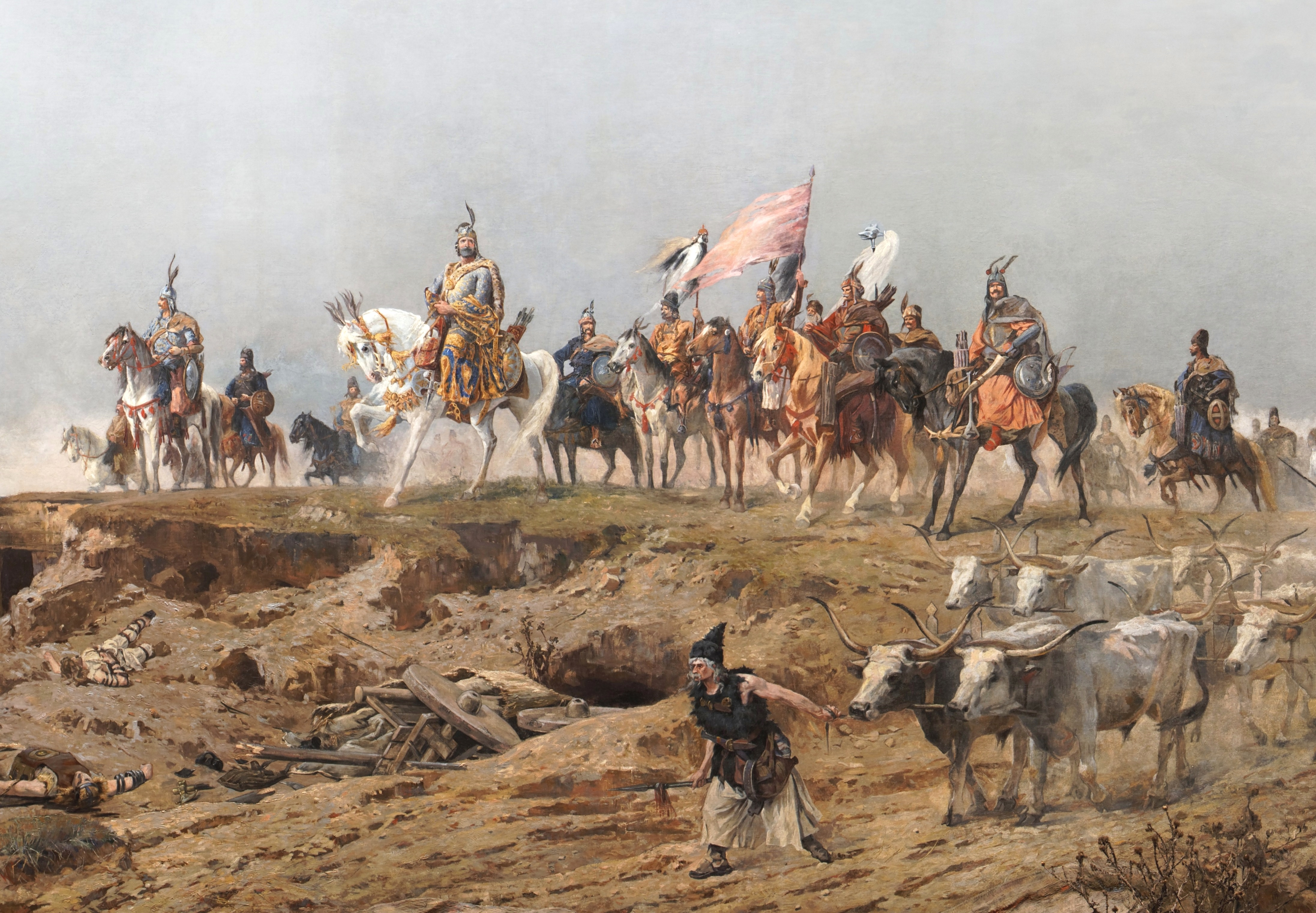
Détail de L'arrivée des Hongrois, grand panorama (1800) peint par Árpád Feszty et ses assistants pour célébrer le 1000e anniversaire de la conquête magyar de Hongrie, aujourd'hui exposé au en Hongrie.

Il étudie à Munich à partir de 1874, puis plus tard (1880–81) à Vienne. De retour en Hongrie, il devient célèbre grâce à deux œuvres intitulées Golgota (« Calvaire ») et Bányaszerencsétlenség (« Accident à la mine »). Il peint son tableau le plus connu, le monumental L'arrivée des Hongrois, représentant la conquête magyare de la Hongrie en 896, pour le 1000e anniversaire de la conquête, avec l'aide de beaucoup d'autres peintres, tels que Jenő Barcsay, Dániel Mihalik (hu) et László Mednyánszky. Ce tableau est gravement endommagé durant la Seconde Guerre mondiale (la peinture, un panorama d'environ 120m de circonférence et 15m de haut, pour une surface de 1800m2, fut découpée en morceaux de 8m de long, qui furent enroulés et stockés dans divers musées). Ce n'est qu'en 1995 qu'elle est restaurée et exposée au parc mémorial d'Ópusztaszer (en) en Hongrie.
Feszty vécut à Florence de 1899 à 1902. De retour en Hongrie, il peint des peintures plus petites et connait des difficultés financières.
Son art mélange les tendances académiques et naturalistes. Plusieurs de ses œuvres sont la propriété de la Galerie nationale hongroise à Budapest.
Ses frères Adolf et Gyula Feszty sont tous les deux des architectes reconnus et sa fille, Masa (Mária) Feszty, est aussi devenue peintre renommée de paysages, de portraits et de scènes religieuses. Son portrait du sculpteur hongrois Ede Kallós (en) est d'ailleurs exposé à la Galerie nationale hongroise.